# Peasenhall
Peasenhall – wieś w Anglii, w hrabstwie Suffolk, w dystrykcie East Suffolk. Leży 31 km na północny wschód od miasta Ipswich i 138 km na północny wschód od Londynu.